# Tomopterus servillei
Tomopterus servillei är en skalbaggsart som beskrevs av Magno 1995. Tomopterus servillei ingår i släktet Tomopterus och familjen långhorningar. Inga underarter finns listade i Catalogue of Life.